# ＃ 2 (cali≠gariのシングル)
「#_2 今、CDは何故売れないのか? 編」（シャープ ツー いま CDはなぜうれないのか へん）と「#_2 今、再結成ブームを考える 編」（シャープ ツー いま さいけっせいブームをかんがえる へん）は、日本のロックバンド、cali≠gariのメジャー6枚目のシングル。
2011年11月16日発売。

## 概要
「#_2 今、CDは何故売れないのか? 編」と「#_2 今、再結成ブームを考える 編」の2タイプで販売された。
収録曲の半分以上がドラマ『外山健二のプロジェクト342』となっており、実際正式な曲は2曲だけしか含まれていない。
特典として、2012年-東名坂地下室-チケット先行封入。2枚同時購入者には武井誠が歌う『娑婆乱打』着うたDLのQRコードを掲載。

## 曲目

### 今、CDは何故売れないのか? 編
1. カリ≠ガリのCM『# 娑婆乱打編』
2. ドラマ『外山 健二のプロジェクト342/今、CDは何故売れないのか?』〜オープニング
3. 暗中浪漫
（作詞・作曲:石井秀仁）
  - ジュエリーマキ「ボン・ビーナス赤」TV-CMタイアップソング
4. ドラマ『外山 健二のプロジェクト342/今、CDは何故売れないのか?』〜PART 1
5. カリ≠ガリのCM『#_2 今、再結成ブームを考える 編』
6. ドラマ『外山 健二のプロジェクト342/今、CDは何故売れないのか?』〜PART 2
7. 初恋中毒〜BL編〜
（作詞・作曲:桜井青）
シングル収録バージョンでは桜井青がボーカルを務めているが、アルバム「11」では石井秀仁がボーカルを務めた。
8. ドラマ『外山 健二のプロジェクト342/今、CDは何故売れないのか?』〜エンディング
9. カリ≠ガリのCM『# 東京、43時00分59秒編』

### 今、再結成ブームを考える 編
1. カリ≠ガリのCM『# 東京、43時00分59秒編 編』
2. ドラマ『外山 健二のプロジェクト342/今、再結成ブームを考える』〜オープニング
3. 初恋中毒〜BL編〜
（作詞・作曲:桜井青）
4. ドラマ『外山 健二のプロジェクト342/今、再結成ブームを考える』〜PART 1
5. カリ≠ガリのCM『#_2 今、CDは何故売れないのか? 編』
6. ドラマ『外山 健二のプロジェクト342/今、再結成ブームを考える』〜PART 2
7. 暗中浪漫
（作詞・作曲:石井秀仁）
8. ドラマ『外山 健二のプロジェクト342/今、再結成ブームを考える』〜エンディング
9. カリ≠ガリのCM『# 娑婆乱打編』